# Policarpo Sanz

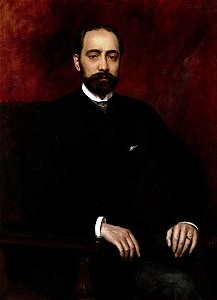
Retrato de Policarpo Sanz

José Policarpo Sanz Souto (Marín, 25 de enero de 1841-París, 1889) fue un empresario y mecenas español.

## Trayectoria profesional
Como emigrante en los Estados Unidos de América, Policarpo Sanz construyó un importante grupo industrial,[cita requerida] ayudado también por su matrimonio con una adinerada heredera de orígenes cubanos.
Después de su muerte, siguiendo su deseo, su inmensa colección de obras de arte fue donada al Museo Municipal de Vigo, ciudad donde Policarpo Sanz pasó su infancia.[cita requerida] En esa colección se incluyen cuadros de pintores flamencos, franceses, italianos y españoles.
En su homenaje el Ayuntamiento de Vigo bautizó una de sus principales calles con el nombre del mecenas, que hoy es la dirección de las sedes de instituciones bancarias, de teatros y centros culturales.